# Sathria simmialis
Sathria simmialis is een vlinder uit de familie van de grasmotten (Crambidae), uit de onderfamilie van de Spilomelinae. De wetenschappelijke naam van de soort is voor het eerst gepubliceerd in 1859 door Francis Walker.
De soort komt voor in Jamaica, Sint Maarten, Saint Kitts, Nevis, Guadeloupe, Dominica, Grenadines en Grenada.